# 25 años
25 Años es el octavo álbum de estudio de la banda de rock El Tri, lanzado en formato de casete y disco compacto por Warner Music Group en octubre de 1993.
Este álbum fue grabado en dos estudios distintos: Indigo Ranch y Kay-Nah, con ubicación en Malibú, California, EE. UU. y la Ciudad de México, México respectivamente.
El nombre de este disco hace referencia a los 25 años de carrera artística del líder de la banda Álex Lora, quien comenzó a tocar desde 1968 con su antiguo grupo, Three Souls in my Mind.
Después del lanzamiento de 25 años, El Tri realizó conciertos en todo México, además Lora publicó un libro llamado Lora, vida y rock and roll, todo esto en 1993.
En 1994, Felipe Souza dejó la banda, debido a que se mudó a la ciudad de Nueva York, Estados Unidos y su reemplazo fue el guitarrista Oscar Zárate, quien se integró al grupo en abril del mismo año.

## Lista de canciones

### Formato de casete

#### Lado A
| Side one |                            |                     |          |  |
| N.º      | Título                     | Escritor(es)        | Duración |  |
| 1.       | «Chilango incomprendido»   | Álex Lora           | 2:56     |  |
| 2.       | «Pobre soñador»            | Lora / Felipe Souza | 3:53     |  |
| 3.       | «El rey»                   | Álex Lora           | 4:22     |  |
| 4.       | «Dónde quedó la bolita»    | Álex Lora           | 3:24     |  |
| 5.       | «Negro como tu conciencia» | Álex Lora           | 3:38     |  |

#### Lado B
| Side one |                         |              |          |  |
| N.º      | Título                  | Escritor(es) | Duración |  |
| 1.       | «Tómate la foto»        | Lora / Souza | 3:50     |  |
| 2.       | «El dueño del mundo»    | Álex Lora    | 3:26     |  |
| 3.       | «Mi chava no comprende» | Álex lora    | 4:22     |  |
| 4.       | «Libertad bajo fianza»  | Lora / Souza | 3:42     |  |
| 5.       | «El hablador»           | Álex Lora    | 2:50     |  |

### Formato de disco compacto
| Side one |                            |              |          |  |
| N.º      | Título                     | Escritor(es) | Duración |  |
| 1.       | «Chilango incomprendido»   | Álex Lora    | 2:56     |  |
| 2.       | «Pobre soñador»            | Lora / Souza | 3:53     |  |
| 3.       | «El rey»                   | Álex Lora    | 4:22     |  |
| 4.       | «Dónde quedó la bolita»    | Álex Lora    | 3:24     |  |
| 5.       | «Negro como tu conciencia» | Álex Lora    | 3:38     |  |
| 6.       | «Tómate la foto»           | Lora / Souza | 3:50     |  |
| 7.       | «El dueño del mundo»       | Álex Lora    | 3:26     |  |
| 8.       | «Mi chava no comprende»    | Álex lora    | 4:22     |  |
| 9.       | «Libertad bajo fianza»     | Lora / Souza | 3:42     |  |
| 10.      | «El hablador»              | Álex Lora    | 2:50     |  |

## Créditos

### El Tri
- Álex Lora — voz principal y guitarra
- Rafael Salgado — armónica
- Felipe Souza — guitarra
- Eduardo Chico — guitarra
- Rubén Soriano — bajo
- Pedro Martínez — batería y coros
- Chela Lora — coros

### Personal técnico
- Álex Lora — productor y mezclador
- Richard Kaplan — ingeniero de sonido y mezclador
- Chuck Johnson — asistente de ingeniero y mezclador
- Michael Hoffman — coordinador artístico

### Personal artístico
- Mauricio Abaroa — diseño de portada
- Sergio Toporek — trabajo de arte, fotografía digital, diseño gráfico y retoque de fotografía
- Kenneth Barzilai — fotografía